# Dagalaifus (Konsul 461)
Flavius Dagalaifus (auch Dagalaiphus) war ein spätantiker oströmischer Politiker des 5. Jahrhunderts.
Dagalaifus war gotischer Herkunft und der Sohn von Areobindus, der im Jahr 434 Konsul war. Er heiratete Godisthea, Tochter des Ardabur, Konsul im Jahr 447, und Enkelin des einflussreichen Militärs Aspar. Sein Sohn war Areobindus, Konsul im Jahr 506.
Im Jahr 461 war Dagalaifus Konsul. Während der Zeit des Usurpators Basiliskos wird er als patricius in Konstantinopel erwähnt, als er während einer Demonstration gegen Basiliskos den heiligen Daniel Stylites in sein Haus einlud, um sich auszuruhen (ὁ ἐνδοξότατος πατρίκιος Δαγαλάϊφος; „der hochberühmte Patricius Dagalaifus“).